# Brumes de chaleur
Série Trilogie Taishō
Mélodie tzigane
(1980) Yumeji (en)
(1991)
Pour plus de détails, voir Fiche technique et Distribution.
Brumes de chaleur (陽炎座, Kagerō-za) est un film japonais réalisé par Seijun Suzuki, sorti en 1981. C'est le deuxième volet de la trilogie Taishō du réalisateur.

## Synopsis
Au crépuscule de l'ère Taishō en 1926, le dramaturge Matsuzaki fait la connaissance de la belle et mystérieuse Shinako. Une relation complexe s'installe entre Matsuzaki, Shinako, son client Tamawaki et Ine, qui prétend être la défunte femme de Tamawaki.

## Fiche technique
- Titre : Brumes de chaleur[1]
- Titre original : 陽炎座 (Kagerō-za?)
- Réalisation : Seijun Suzuki
- Scénario : Yōzō Tanaka d'après un roman de Kyōka Izumi
- Musique : Kaname Kawachi (ja)
- Photographie : Kazue Nagatsuka (ja)
- Décors : Noriyoshi Ikeya (ja)
- Montage : Akira Suzuki (ja)
- Éclairages : Mitsuo Ōnishi
- Producteur : Genjirō Arato
- Société de production : Cinema Placet
- Pays de production :  Japon
- Langue originale : japonais
- Genre : drame, film fantastique
- Format : couleur — 1,37:1 — 35 mm — son mono
- Durée : 139 minutes[2]
- Dates de sortie : 
  - Japon : 21 août 1981[2]

## Distribution
- Yūsaku Matsuda : Shungo Matsuzaki
- Michiyo Ōkusu : Shinako
- Mariko Kaga : Mio
- Katsuo Nakamura : Tamawaki
- Eriko Kusuda (ja) : Ine, la femme de Tamawaki / Irene
- Ryūtarō Ōtomo : le maître
- Emiko Azuma (ja) : une vieille femme
- Akaji Maro : un mendiant
- Hideko Okiyama (ja) : la femme au kimono voyant
- Isao Tamagawa (ja) : domestique employé par Tamawaki
- Asao Sano (ja) : le directeur de l'hôpital
- B-saku Satō (ja) : un employé de gare
- Hiroko Itō : femme de ménage
- Yoshio Harada : Wada
- Takashi Naitō

## Distinctions

### Récompenses
- 1981 : Hōchi Film Award du meilleur acteur dans un second rôle pour Katsuo Nakamura[3]
- 1982 : prix du meilleur acteur dans un second rôle pour Katsuo Nakamura aux Japan Academy Prize[4]
- 1982 : prix Kinema Junpō du meilleur acteur dans un second rôle pour Katsuo Nakamura et de la meilleure actrice dans un second rôle pour Mariko Kaga[5]

### Nominations et sélections
- 1982 : prix du meilleur scénario pour Yōzō Tanaka, de la meilleure actrice dans un second rôle pour Mariko Kaga, de la meilleure photographie pour Kazue Nagatsuka (ja) et des meilleurs éclairages pour Mitsuo Ōnishi aux Japan Academy Prize[4]
- 1982 : en compétition pour le Grand Prix au Festival international du film fantastique d'Avoriaz